# رؤیاپردازی کن
«رویاپردازی کن» (به انگلیسی: Dream On) تک‌آهنگی از اروسمیث است که در ۲۷ ژوئن ۱۹۷۳ منتشر شد.